# Leptonema columbianum
Leptonema columbianum är en nattsländeart som beskrevs av Georg Ulmer 1905. Leptonema columbianum ingår i släktet Leptonema och familjen ryssjenattsländor. Inga underarter finns listade i Catalogue of Life.